# 澳門農曆新年花車巡遊匯演
《澳門農曆新年花車巡遊匯演》（Macau Chinese New Year Parade）為澳門特別行政區政府旅遊局每年農曆新年舉辦之賀歲花車巡遊活動，於2012年首辦，特色為舉行共兩天，通常第一日為大年初三，第二日為初三後的周六或周日。每年巡遊都用該年生肖命名，如2013年蛇年名為「靈蛇獻瑞花車滙演」。由2014年開始每年節目由無綫電視翡翠台安排錄影後於港澳播出。
節目和香港的香港新春花車巡遊 (Hong Kong Chinese New Year Night Parade)相同。2020年澳門出現COVID-19確診個案澳門當局宣布取消年初三及年初八的賀歲花車巡遊，香港及澳門取消所有新春活動。而香港過去四年內並沒有舉辦類似活動直至2024年大年初一復辦。
由於COVID-19疫情持續，2021年香港宣佈取消所有農曆新年活動。而澳門本地連續200多日沒本地感染確診病例，澳門旅遊局原計劃於農曆新年期間舉行煙花匯演取消花車巡遊，但因受貨運影響，澳門旅遊局於2021年1月7日宣佈取消所有農曆新年活動包括煙花匯演。 2022年起復辦。

## 歷史
2013年，旅遊局分別在農曆年初三及年初七，在中區及北區舉行靈蛇獻瑞花車匯演。旅遊局長文綺華表示，是次花車匯演為首次舉辦，活動延伸至北區舉行，目的讓居民和旅客感受節日氣氛。花車匯演以『十全十美』為主題，寓意踏入蛇年，全澳居民願望可成真，萬無所缺，祈求福氣。為配合花車匯演，當局今年的賀歲煙花將安排在年初三晚上10時舉行，四艘躉船分別在旅遊塔及皇朝區觀音像對開海面燃放。參與年初三晚的10部花車在活動結束後將停泊在西灣湖廣場供居民拍照留念，至年初七晚北區的第二場巡遊，及後會轉移到塔石廣場展出，參與民政總署在農曆元月十五舉行的元宵節活動。
第3屆駿馬喜躍花車匯演分別在年初三及年初九舉行，分新口岸區及北區兩條路線。主辨單位指花車、藝團數量均較往年增加，相信活動會比去年更精彩。今年共13輛花車巡遊，較去年增加3輛，更首度邀得國家旅遊局花車加盟。千人匯演包括23個本地藝團，以及8個外地藝團，分別來自內地、香港、台灣、日本、韓國、印尼及葡萄牙等，將沿途為觀衆作文藝表演。當中新口岸區為新路線，而非去年中區路線。解釋改道原因，是為減低對中區主幹道的交通壓力，讓參與者有安全、舒適的觀看環境，並利於欣賞夜色及煙花匯演。有別於去年隨時停駐表演，今年藝團只會在四個定點停留表演，以便居民欣賞。居民可選擇在科學館前、觀音蓮花苑前、澳門美高梅對開地段及西灣湖廣場等四地點欣賞。煙花匯演在年初三晚上十時舉行，四艘躉船分別在旅遊塔及皇朝區觀音像對開海面燃放，並加插燈光鐳射效果。
第4屆羊洋喜氣花車巡遊匯演由旅遊局主辦，民政總署、文化局及體育發展局協辦。匯演將有十四輛花車參與巡遊，25個本地團體及來自世界各地的9個外來表演團體參與匯演，表演者約千三人，另有工作人員及義工約一千人。珠海長隆國際海洋度假區有花車及表演人員參與巡遊，香港著名歌手楊千嬅、許志安及鄧麗欣分別於年初三及年初十演出，香港藝人李思捷則於年初三晚擔任主持，為活動增添歡樂和熱鬧氣氛。
2016年，由旅遊局主辨，民政總署、文化局及體育局協辨，國家旅遊局為贊助單位的福星澳遊耀新歲猴年花車巡遊匯演，並會透過電視及設於9個地點的屏幕直播現場盛況。今年特別以齊天大聖的故事串連整個花車巡遊，更首次加入多媒體主題開幕表演。巡遊匯演設4個應節表演主題，將有14部花車參與巡遊，28個本地團體及來自中國內地、香港、韓國、日本、馬來西亞、泰國、葡萄牙、西班牙、美國的9個外來表演團體參與匯演。表演者合共1338人，另有1174名工作人員及義工。一衆本地歌手將聯同香港歌手周柏豪、方力申及鄧麗欣於當晚傾力演出，香港節目主持人陸永及阮小儀則擔任嘉賓主持。晚上7時半開始，西灣湖廣場設有屏幕同步直播，並於晚上9時開始舞台表演，煙花表演將於晚上9時45分進行，為配合噪音法，活動會約於10時結束。澳門、氹仔及路環設七條免費穿梭巴士線往來該區及活動場地。年初六舉行的花車巡遊匯演同樣有14部花車參與，並安排舞台表演，由一衆本地歌手及香港藝人王浩信擔任表演嘉賓。
第6屆百鳥朝凰報春曉花車巡遊匯演於大年初三、初八兩夜登場，今年每支隊伍的定點表演時間將由去年的三十秒增加至一分鐘，希望讓市民留下更深刻印象，也有利表演隊伍發揮。14輛經精心點綴的花車，以及600多名來自近10個國家和地區的表演隊伍齊獻技，配合金雞年主題，帶來精彩表演。去年有觀衆指表演時間太短，未能仔細欣賞。文綺華表示，為了增加表演的觀賞性，今年將增加定點表演時間，從去年每支隊伍在每個定點表演三十秒增加至一分鐘。
2018年，國家旅遊局再一次，成為贊助單位，華麗盛宴旺財年狗年花車巡遊匯演，今屆花車巡遊的舞台規模較大，觀衆席較去年大幅增加，同時增加了上蓋。另外，表演單位及表演人數亦相應增加，其中表演人數達1088人，較去年增加近六成。踏入第七年的農曆新年花車巡遊匯演逐漸成為具代表性的節慶盛事活動，希望為市民及世界各地的旅客送上充滿多元文化特色的節日祝賀。總結過去六年舉辦的經驗，當局著力優化軟硬件並提高觀賞度。年初三的路線方向將與去年相反，這次改動可以增設座位至2300多個，讓更多市民及旅客可安坐現場觀賞。另外，所有觀衆席將設帳篷上蓋，減低因天氣不穩影響欣賞精彩的節目。
慶祝澳門特區成立二十周年金豕報歲喜回家花車巡遊匯演為旅遊局慶祝澳門回歸20周年的首個活動，活動再次結合美食元素，並以『回家過年』為主題，18輛花車將分別代表具好意頭的新年菜式，為市民及旅客送上源源不絕的福氣，並向世界呈現澳門美食和傳統文化的魅力。當晚的觀衆席分別設於西灣湖廣場（四海和樂聚團圓）、觀光塔街前地（聚寶船）、觀音蓮花苑前廣場（金綢殿）及科學館前圓形地（大福地）。因應觀衆提前到場，已把開放時間改為下午五時半，各定點表演區亦將安排間斷的暖場表演。
大型賀歲活動金鼠賀歲囍臨門2020農曆新年花車匯演，今年得到亞洲旅遊交流中心贊助。首場花車匯演將以高空雜技舞劇的形式演繹老鼠娶親故事，向觀眾送上幸福甜蜜的祝賀。為免人流集中、增加傳染病傳播風險，澳門特區政府決定於農曆新年期間取消由政府部門舉辦的所有大型公眾活動，包括大年初一傳統舞金龍、年初三及年初八的花車匯演，以及年初三賀年煙花表演。兩個爆竹、煙花及火箭燃放區則維持開放，但會在入口處進行體溫監測及人潮控制。12月20日社會文化司司長歐陽瑜表示，政府研判2021年會否繼續舉辦大型活動，但明年花車巡遊會取消，新春煙花匯演則需視乎外圍的疫情而定。
隨着澳門疫情回復穩定，睽違兩年的新春活動重頭戲花車匯演亦都載譽回歸，2022年以福虎生威轉乾坤為主題。匯演開幕典禮於晚上8時在西灣湖廣場舉行，隨後14輛閃爍奪目花車聯同22支內地及本地表演隊伍浩浩蕩蕩起步，經孫逸仙大馬路，向科學館進發。西灣湖廣場、孫逸仙大馬路、觀音蓮花苑前廣場和澳門科學館前圓形地四個地點設有觀眾席，歡迎有意觀賞匯演的人士使用。第二場的花車匯演從沙梨頭北街起步，向祐漢街市公園進發。在結束花車匯演後，花車先後在科學館海堤及塔石廣場公開展覽。活動期間有不少人夾道圍觀，但非觀席位置未設場所碼，亦未有工作人員規管圍觀者。旅遊局公共關係處長藍同好表示，旅遊局一直與衛生部門有良好溝通，動態研判本澳及周邊地區疫情。對於途人及在會場周邊圍觀的人士，希望能自覺戴好口罩，配合防疫工作，保持安全的社交距離。
隨著澳門放棄清零政策後，賀歲重頭戲『兔躍盛世 歡樂春節』2023年農曆新年花車匯演於年初三及年初七，分別在中區及北區精彩上演，18輛花車與居民及旅客共慶新春，盡展旅遊+盛事活力。花車會聯同超過1,000名本地、香港和內地的表演者在西灣湖廣場起步，其中西灣湖廣場的起步舞台於下午5時半開始暖場表演。
2024年，為慶祝澳門特別行政區成立二十五周年紀念的到來，巡遊冠名為“慶祝澳門特別行政區成立25周年 2024年農曆新年花車匯演 騰龍運鑽歡樂春節”，分別於農曆年初三（2月12日）及年初八（2月17日）分別在中區及北區上演，呈獻花車巡遊、文藝表演及花車展覽等。
2025年的匯演冠名為“金鱗昇輝歡樂春節 2025農曆新年花車匯演”，分別於年初三（2025年1月31日）在新口岸新填海區以及於年十一（2025年2月8日）在北區上演。17部閃爍奪目的花車將聯同超過30支海內外表演隊伍參與，來自澳門、香港、歐美及亞洲等國家或地區約1,300名表演者參與演出，巡遊結束後花車分別在澳門漁人碼頭及塔石廣場進行靜態展示。

## 主題
| 年份   | 舉辦日期                                | 官方題目                                  | 備註 |
| 2013年 | 2月12日（正月初三）、16日（正月初七）   | 靈蛇獻瑞花車滙演                          | |
| 2014年 | 2月2日（正月初三）、8日（正月初九）     | 駿馬喜躍花車匯演                          | |
| 2015年 | 2月21日（正月初三）、28日（正月初十）   | 羊洋喜氣花車巡遊匯演                      | |
| 2016年 | 2月10日（正月初三）、13日（正月初六）   | 福星澳遊耀新歲 猴年花車巡遊匯演           | |
| 2017年 | 1月30日（正月初三）、2月4日（正月初八） | 百鳥朝凰報春曉 新春花車巡遊匯演           | |
| 2018年 | 2月18日（正月初三）、24日（正月初九）   | 華麗盛宴旺財年 狗年花車巡遊匯演           | |
| 2019年 | 2月7日（正月初三）、10日（正月初六）    | 「金豕報歲喜回家」2019農曆新年花車匯演    | |
| 2020年 | 1月27日（正月初三）、2月1日（正月初八） | 「金鼠賀歲囍臨門」2020農曆新年花車匯演    | 因2019冠狀病毒病澳門疫情影響，並於澳門錄得多宗由湖北武漢輸入的確診病例而取消 |
| 2021年 | ——                                      | ——                                        | 雖然嚴重特殊傳染性肺炎相對平穩並連續200多日無本地感染病例，澳門旅遊局原計劃於大年初三舉行煙花匯演，並考慮同時舉行花車巡遊。但是在2021年1月7日，受廣西北海碼頭整改，煙花貨運受限制和影響，導致花車巡遊連同煙花匯演活動取消 |
| 2022年 | 2月3日（正月初三）、12日（正月十二）    | 「福虎生威轉乾坤」2022農曆新年花車匯演    | |
| 2023年 | 1月24日（正月初三）、28日（正月初七）   | “兔躍盛世 歡樂春節”2023年農曆新年花車匯演 | |
| 2024年 | 2月12日（正月初三）、17日（正月初八）   | 騰龍運鑽歡樂春節 2024年農曆新年花車匯演   | |
| 2025年 | 1月31日（正月初三）、2月8日（正月十一） | “金鱗昇輝歡樂春節”2025農曆新年花車匯演    | |

## 觀賞地點
在第一場巡演匯演中，除於西灣湖廣場設觀眾席和嘉賓席外，亦於巡遊路線多處包括澳門半島炮竹煙花燃放區旁、澳門美高梅對面、觀音蓮花苑旁和澳門文化中心對面的科學館圓形地設觀眾席。場地亦設少量無障礙觀賞位置，供有需要人士使用。第二場匯演於沙梨頭北街設觀眾席供出席嘉賓觀賞和主持第二場匯演開幕式，另於祐漢街市公園設觀眾席供觀眾欣賞文娛表演。

## 開幕禮
花車巡遊開幕禮於第一場花車巡遊匯演起點西灣湖廣場舉行，首先會由澳門特別行政區政府主要官員代表致詞，其後澳門特區政府主要官員、參與巡遊的代表包括六大博企和由2022年起新增橫琴粵澳深度合作區官員出席主持開幕儀式，預祝是次表演成功。

## 巡遊路線
2013年農曆新年花車匯演路線：
- 第一場匯演於年初三舉行，起點由南灣湖景大馬路、政府總部對開起步，途經何鴻燊博士大馬路，以西灣湖廣場為終點。
- 第二場匯演於年初七舉行，在青洲大馬路起步，途經拱形馬路、黑沙環大馬路，以祐漢市場街為終點，並會在祐漢公園安排舞台表演。

2014年農曆新年花車匯演路線：
- 第一場匯演於年初三舉行，新口岸區起點由科學館起步，至西灣湖終點。
- 第二場匯演於年初九舉行，北區路線由青洲小學起步，終點站為祐漢公園。

2015年農曆新年花車匯演路線：
- 第一場匯演於年初三舉行，起點由科學館前地舉行，經孫逸仙大馬路至旅遊塔前的西灣湖廣場為終點。
- 第二場匯演於年初十舉行，沙梨頭北街舉行起步儀式，巡遊經青洲大馬路至祐漢街市公園為終點，並安排舞台表演。

2018年農曆新年花車匯演路線：
- 第一場匯演於年初三舉行，由西灣湖廣場出發，經孫逸仙大馬路到終點澳門科學館。
- 第二場匯演於年初九舉行，沙梨頭北街舉行起步儀式，由青洲大馬路至祐漢街市公園為終點

2022年至2023年農曆新年花車匯演路線：
- 第一場匯演起點設在在西灣湖廣場，途經觀音蓮花苑，以澳門科學館作首場巡遊終點。
- 第二場匯演於澳門北區舉行，起點設在筷子基沙梨頭南街，途經青洲大馬路、拱形馬路、黑沙環馬路、慕拉士大馬路、黑沙環第四街、長壽大馬路、市場街至祐漢街市公園為終點。當天祐漢街市公園由晚上8時15分開始安排壓軸文藝表演，共賀佳節。[21][23]

2024年農曆新年花車匯演路線：
- 第一場巡遊起點設在在西灣湖廣場，途經觀音蓮花苑、澳門科學館圓形地，終點調整為澳門漁人碼頭。當局於終點處安排精彩表演，發揮盛事效應，期望帶動更多人流，促進夜間經濟活力。
- 第二場巡遊於聖若瑟大學及聖若瑟教區中學第六校起步，途經青洲河邊馬路、青洲大馬路、拱形馬路、黑沙環馬路、慕拉士大馬路、黑沙環第四街、長壽大馬路、市場街至祐漢街市公園。當晚8時15分起在祐漢街市公園安排壓軸文藝表演。

## 花車展覽
- 2013年至2017年於首場匯演終點西灣湖廣場舉行展覽，2018年至2023年於澳門科學館展出
- 2024年調整為澳門漁人碼頭及塔石廣場展開

- 花車的燈飾裝置於每日下午6時至晚上10時亮燈。

### 登場花車統計
| 部屬     | 機構名稱                     | 2013 | 2014 | 2015 | 2016 | 2017 | 2018 | 2019 | 2020 | 2022 | 2023 | 2024 | 2025 |
| -------- | ---------------------------- | ---- | ---- | ---- | ---- | ---- | ---- | ---- | ---- | ---- | ---- | ---- | ---- |
| 公共部門 | 旅遊局                       | 是   |      |      |      |      |      |      |      |      |      |      |      |
| 公共部門 | 民政總署                     | 是   | 否   |      |      |      |      |      |      |      |      |      |      |
| 公共部門 | 市政署                       | 否   | 是   |      |      |      |      |      |      |      |      |      |      |
| 公共部門 | 經濟及科技發展局             | 否   | 是   |      |      |      |      |      |      |      |      |      |      |
| 公共部門 | 招商投資促進局               | 否   | 是   |      |      |      |      |      |      |      |      |      |      |
| 公共部門 | 文化局                       | 否   | 是   | 否   | 是   |      |      |      |      |      |      |      |      |
| 公共部門 | 體育局                       | 否   | 是   |      |      |      |      |      |      |      |      |      |      |
| 本地機構 | 永利澳門有限公司             | 是   |      |      |      |      |      |      |      |      |      |      |      |
| 本地機構 | 金沙中國有限公司             | 是   |      |      |      |      |      |      |      |      |      |      |      |
| 本地機構 | 澳娛綜合度假股份有限公司     | 是   |      |      |      |      |      |      |      |      |      |      |      |
| 本地機構 | 新濠博亞娛樂                 | 是   |      |      |      |      |      |      |      |      |      |      |      |
| 本地機構 | 美高梅                       | 是   |      |      |      |      |      |      |      |      |      |      |      |
| 本地機構 | 銀河娛樂集團                 | 是   |      |      |      |      |      |      |      |      |      |      |      |
| 本地機構 | 萬國控股集團                 | 否   | 是   |      |      |      |      |      |      |      |      |      |      |
| 本地機構 | 澳門旅遊塔會展娛樂中心       | 是   | 否   |      |      |      |      |      |      |      |      |      |      |
| 本地機構 | 保誠保險有限公司（澳門分行） | 否   | 是   |      |      |      |      |      |      |      |      |      |      |
| 本地機構 | 德晉集團                     | 否   | 是   | 否   |      |      |      |      |      |      |      |      |      |
| 本地機構 | 太陽城集團                   | 否   | 是   | 否   |      |      |      |      |      |      |      |      |      |
| 本地機構 | 鉅星集團                     | 否   | 是   | 否   |      |      |      |      |      |      |      |      |      |
| 本地機構 | 大衛集團                     | 否   | 是   | 否   |      |      |      |      |      |      |      |      |      |
| 本地機構 | 遊澳集團                     | 否   | 是   | 否   |      |      |      |      |      |      |      |      |      |
| 本地機構 | 百齡集團投資發展有限公司     | 否   | 是   | 否   |      |      |      |      |      |      |      |      |      |
| 本地機構 | 澳門勵駿創建有限公司         | 是   | 否   |      |      |      |      |      |      |      |      |      |      |
| 本地機構 | 南光集團                     | 否   | 是   | 否   |      |      |      |      |      |      |      |      |      |
| 本地機構 | 力報                         | 否   | 是   | 否   |      |      |      |      |      |      |      |      |      |
| 公共部門 | 橫琴粵經濟發展局             | 否   | 是   |      |      |      |      |      |      |      |      |      |      |
| 公共部門 | 國家旅遊局                   | 否   | 是   | 否   |      |      |      |      |      |      |      |      |      |
| 公共部門 | 深圳市文化廣電旅遊體育局     | 否   | 是   | 否   |      |      |      |      |      |      |      |      |      |
| 公共部門 | 亞洲旅遊交流中心             | 否   | 是   |      |      |      |      |      |      |      |      |      |      |
| 內地機構 | 長隆集團                     | 否   | 是   | 否   | 是   | 否   | 是   | 否   | 是   |      |      |      |      |
| 內地機構 | 大橫琴泛旅遊發展有限公司     | 否   | 是   | 否   |      |      |      |      |      |      |      |      |      |
| 總數     | 總數                         | 10   | 13   | 14   | 14   | 14   | 15   | 18   | 18   | 14   | 18   | 15   | 17   |

## 媒體播放
- 澳廣視澳視澳門和澳門綜藝：年初三晚上8時至晚上10時直播，部分時間播出特別專輯或錄播
- 澳門有線電視第一頻道或第三頻道直播、錄播及製別特別專輯

### 無綫電視特別節目
| 年份 | 主題(無綫電視)           | 主持                                           |
| 2014 | 駿馬喜躍花車匯演         | 陳智燊、陳國峰、何傲兒、梁嘉琪                 |
| 2015 | 羊洋喜氣花車巡遊匯演     | 翟威廉、蔡思貝、許家傑、張秀文、李思捷         |
| 2016 | 福星澳遊耀新歲           | 安德尊、林凱恩、林穎彤、陳庭欣、麥明詩、彭慧中 |
| 2017 | 新春花車巡遊匯演         | 安德尊、張美妮、麥美恩、馮盈盈、劉穎鏇         |
| 2018 | 旺財狗年花車巡遊匯演     | 安德尊、傅嘉莉、余德丞、吳偉豪、余思霆         |
| 2019 | 金豕報歲花車巡遊匯演     | 陳庭欣、邵珮詩、林溥來、胡㻗                   |
| 2022 | 福虎生威花車巡遊匯演     | 朱凱婷、周奕瑋                                 |
| 2023 | 兔躍盛世歡樂春節花車匯演 | 吳幸美、蔡國威、容羨媛、黃建東                 |
| 2024 | 騰龍運鑽花車匯演         | 麥美恩、林秀怡、周奕瑋、黃建東                 |

## 相關
- 澳門農曆新年煙花表演
- 無綫電視除夕賀年節目
- 無綫電視大年初一賀年節目
- 香港新春花車巡遊
- 香港賀歲煙花匯演

## 外部連結
- 澳門特別行政區政府旅遊局 （页面存档备份，存于）